# Aloe 'Wunderkind'
Aloe 'Wunderkind' é uma espécie de liliopsida do gênero Aloe, pertencente à família Asphodelaceae.